# Love and Pain
Love and Pain é um filme de comédia dos Estados Unidos de 1913, dirigido e produzido por Mack Sennett. O filme foi lançado por Mutual Film Corporation.